# 金蔵寺 (東京都港区)

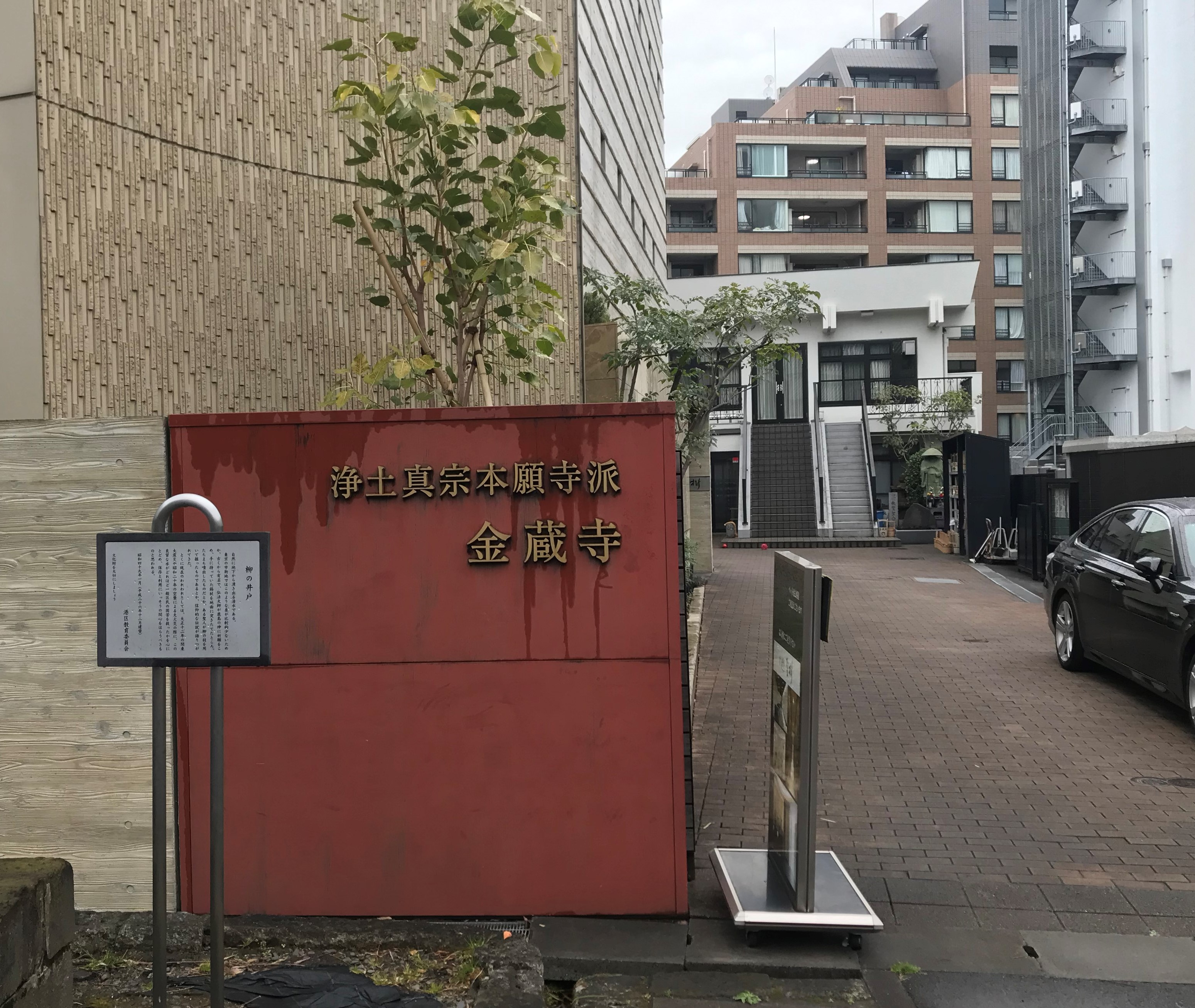

金蔵寺（こんぞうじ）は、東京都港区にある浄土真宗本願寺派の寺院。

## 歴史
1226年（嘉禄2年）、金蔵坊によって開山された。
承元の法難により越後国に流罪となっていた親鸞は赦免され、当時真言宗寺院だった善福寺を訪れた。住職の了海は親鸞に感銘を受けて浄土真宗に改宗、善福寺も浄土真宗の寺院となった。この場に立ち会っていた善福寺執事の金蔵坊も浄土真宗に改宗し、新たに寺を創建した。これが当寺の起源である。
当初は開山と同じ「金蔵坊」という名称であったが、1619年（元和5年）に寺号が許され、「金蔵寺」に改称した。

## 交通アクセス
- 麻布十番駅より徒歩3分。